# Spongodes
Spongodes är ett släkte av koralldjur. Spongodes ingår i familjen Nephtheidae.

## Dottertaxa tillSpongodes, i alfabetisk ordning[1]
- Spongodes acaulis
- Spongodes acicularis
- Spongodes armata
- Spongodes bellissima
- Spongodes campanulata
- Spongodes celiosa
- Spongodes cordylophora
- Spongodes costatocyanea
- Spongodes crystallina
- Spongodes cundabiluensis
- Spongodes cupuliformis
- Spongodes curvata
- Spongodes divergens
- Spongodes hirsuta
- Spongodes hyalina
- Spongodes ilex
- Spongodes imbricans
- Spongodes indica
- Spongodes indivisa
- Spongodes inordinata
- Spongodes irregulare
- Spongodes japonica
- Spongodes kuekenthali
- Spongodes lutea
- Spongodes macrospiculata
- Spongodes multispina
- Spongodes nosybearia
- Spongodes ochracea
- Spongodes osimaensis
- Spongodes papyracea
- Spongodes pedunculata
- Spongodes plessisi
- Spongodes portoricensis
- Spongodes rakaiyae
- Spongodes rubriflora
- Spongodes scaphis
- Spongodes spicata
- Spongodes ulex
- Spongodes ulicoides
- Spongodes unicolor
- Spongodes whiteleggi
- Spongodes zanzibarensis